# Amen (песма)
 (хебр. אמן‎; у преводу Амин) песма је на хебрејском језику која је у извођењу Лиоре Фадлон представљала Израел на Песми Евровизије 1995. у Даблину у Ирској. Било је то јубиларно двадесето по реду учешће Израела на том такмичењу. Музику за песму компоновао је Моше Дац, док је текст написао Хамутал Бензаев. 
Током финалне вечери Евросонга која је одржана 13. маја у концертној дворани Поинт, израелска песма је изведена као 21, а оркестром је током извођења песме уживо дириговао маестро Гади Голдман. Са освојеним 81 бодом израелска представница је заузела високо 8. место.

## Поени у финалу
| 12 поена             | 10 поена            | 8 поена        | 7 поена             | 6 поена  |
| -------------------- | ------------------- | -------------- | ------------------- | -------- |
| Уједињено Краљевство | Немачка · Словенија | Кипар · Русија | Босна и Херцеговина | Аустрија |
| 5 поена              | 4 поена             | 3 поена        | 2 поена             | 1 поен   |
| Мађарска · Малта     | Белгија · Хрватска  | —              | Шведска             | —        |